# Ronald Auderset
Ronald Auderset (* 19. Dezember 1989) ist ein Schweizer Skeletonpilot.

## Werdegang

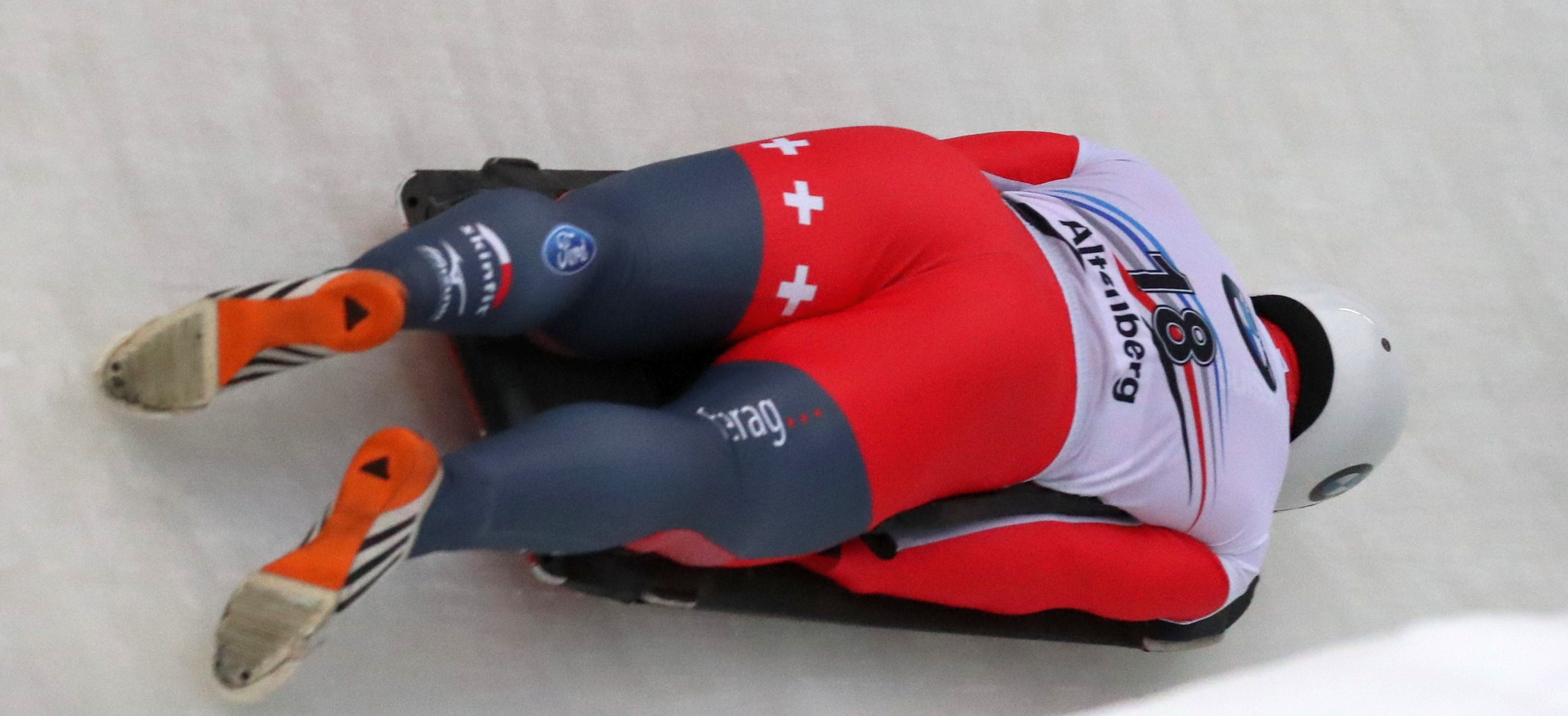
Ronald Auderset beim Weltcup 2019 in Altenberg

Ronald Auderset lebt in Düdingen im Kanton Freiburg und stiess 2006 auf Initiative seines damaligen Sportlehrers Cédric Tamani am Kollegium Heilig Kreuz zum Skeleton. Im Januar 2008 startete er zum ersten Mal im Europacup und wurde als bestes Ergebnis 25. Auch in den folgenden Jahren startete er im Europacup und erreichte schliesslich im Januar 2013 seine ersten Podestplätze, zwei dritte Ränge in Igls. Bei Juniorenweltmeisterschaften war sein bestes Resultat ein zehnter Rang 2008 ebenfalls in Igls. Ende 2013 bestritt er seine ersten beiden Rennen im Intercontinentalcup und fuhr auf Anhieb unter die besten zehn.
Im Winter 2014/15 gab Auderset sein Debüt im Weltcup mit einem 22. Platz in Lake Placid. Im Saisonverlauf waren seine besten Ergebnisse zwei 18. Ränge in St. Moritz und Sotschi. Bei der Europameisterschaft in La Plagne wurde er 13. und bei der Weltmeisterschaft in Winterberg 25. Auch 2015/16 konnte er sich direkt für den Weltcup qualifizieren und stellte beim dritten Rennen in Königssee mit Rang 18 seine bisher beste Leistung ein.